# Гамкрелідзе Реваз Валеріанович
Реваз Валеріанович Гамкрелідзе (груз. რევაზ გამყრელიძე; 4 лютого 1927, Кутаїсі — 5 травня 2025, Москва) — грузинський та російський математик, фахівець в області теорії диференціальних рівнянь, алгебраїчної топології і теорії оптимального управління. Брат академіка РАН, президента Грузинської академії наук Тамаза Гамкрелідзе

## Біографія
Закінчив механіко-математичний факультет (1950) та аспірантуру (1953) Московського університету. З 1953 працює в Математичному інституті ім. В. А. Стєклова РАН. Молодший, старший науковий співробітник відділу топології, головний науковий співробітник Математичного інституту ім. В. А. Стєклова АН СРСР (1953—1988). Доктор фізико-математичних наук (1960). Затверджений у званні професора за спеціальністю «диференціальні та інтегральні рівняння» (1966). Завідувач відділу Математичного інституту РАН (1988—1997).
Головний редактор реферативного журналу «Математика» (з 1961).

## Звання та нагороди
Член-кореспондент РАН по Відділенню математики (математика, в тому числі прикладна математика) з 29 грудня 1981, академік по Відділенню математичних наук (математика) з 22 травня 2003 р., академік АН Грузинської РСР (1969). Почесний іноземний член Американської академії мистецтв і наук у Бостоні (1978).
Ленінська премія (1962).

## Наукова діяльність
Область наукових інтересів: теорія звичайних диференціальних рівнянь та їх додатків, математична теорія оптимальних процесів, алгебраїчна топологія і алгебраїчна геометрія, теорія управління та ін.
Отримав важливі результати з теорії оптимальних процесів, що мають застосування до проблем автоматичного регулювання.

## Основні наукові праці
- Математическая теория оптимальных процессов, 3 изд., М., 1976 (соавтори Л. С. Понтрягін, В. Г. Болтянський, Є. Ф. Міщенко);
- Основы оптимального управления, 1 изд., 1975, 2 изд., Тб., 1977.